# Heinrich Vogeler
Johann Heinrich Vogeler (født 12. december 1872 i Bremen, død 14. juni 1942) var en tysk maler, raderer og arkitekt.
Vogeler blev elev af Düsseldorf-akademiet under Johann Peter Theodor Janssen og Arthur Kampf, men udviklede sig i øvrigt ret selvstændig og egenartet, dog i linjeføring ret stærkt påvirket af Aubrey Beardsleys kunst. I 1894 kom han med Mackensen til Worpswede og sluttede sig til Worpswedemalerkolonien der; her virkede han ikke mindst som arkitekt, oprettede et værksted for byggekunst, gav tegning til banegårdene i Worpswede og Osterholz, han udsmykkede også det indre af Bremens rådhus. Vogeler har foruden malerier udført en del raderinger, suiten »An der Frühling« etc., der rummer megen skønhed og ofte med held sammensmelter naturindtrykkene med eventyrstemningen, samt pennetegninger, udkast til tæpper, broderier, metalsager, bogudsmykning bl.a. til J.P. Jacobsen.

## Galleri
- Heinrich Vogeler, Sommeraften, ca. 1905
- Den gyldne sal i Bremens rådhus, dekoreret af Vogeler i 1905
- Tegning af banegården i Worpswede udført af Heinrich Vogeler, ca. 1909
- Heinrich Vogeler, Melusine, triptykon ca. 1910